# 8 Korpus Armijny (Ukraina)
8 Korpus Armijny – związek operacyjny armii ukraińskiej ze sztabem i dowództwem w Żytomierzu. Sformowany 1 grudnia 1993 z rosyjskiej 8 Armii Pancernej, rozformowany w marcu 2015.
W marcu 2015 roku 8 Korpus Armijny został rozformowany, a podległe mu jednostki przeniesione do innych dowództw.

## Skład w sierpniu 2014
- 1 Brygada Pancerna (Honczariwske)
- 95 Brygada Areomobilna (Żytomierz)
- 30 Brygada Zmechanizowana (Nowogród Wołyński)
- 72 Brygada Zmechanizowana (Biała Cerkiew)
- 26 Brygada Artylerii (Berdyczów)
- 3 pułk lotniczy (Brody)